# نورا (السويد)
نورا هي موقع ومقر بلدية نورا في مقاطعة أوربرو، السويد.
في عام 2010 م بلغ تعداد سكانها 6,526 نسمة.

## تاريخ
تلقت نورا ميثاقها في عام 1643. طلبت الحكومة سكان كلاً من «نورا» وبلدة مجاورة لها لنديزبيرغ للانتقال معاً إلى مدينة جديدة تدعى جيرال، ولكن الحكومة فشلت في دمج المحافظتين وبدلاً من ذلك منحت كلاً من «نورا» و«لنديزبيرغ» مواثيق الاستقلال في ذلك العام. تم بناء العديد من المنازل الخشبية في القرنين 18 و19 ميلادي والتي قد نجت من الحرائق والهدم مماجعل من بلدة نورا واحدة من أفضل البلدات السويدية التي تحتفظ بطابعها الخشبي. ومن الأمثلة الأخرى هما إكسيو وهجو يشتركان مع نورا في مشروع تطوير مدينة ذات طابع خشبي. وأيضا جزء من بنية المدينة القديمة هي الشوارع المرصوفة بالحصى والمنازل الصغيرة والمحلات التجاريه في شارع «وندلنق» الصغير.كما عبرت عنها الكاتبة السويدية آنا ماريا لنقرين: «مدينة صغيرة، ذات نكهات عديدة». وأفتتح أول خط لسكك حديدية بمقياس عادي في السويد للشعب في عام 1856م ويربط بين نورا وإيرفيلا وفي وقتنا الحالي أصبح متحف لسكك الحديدية صنعه مجتمع محافظ عليه.